# Kangni Alem
Kangni Alem (Lomé, 1966) é um escritor togolense. É professor de Teatro e Literatura Comparada na Universidade de Lomé. 
Em 2003, foi agraciado com o Grande Prêmio Literário da África Negra e atualmente reside na França. Em 2011, veio ao Brasil, participando de vários eventos, inclusive da Feira do Livro de Porto Alegre.
Sua principal obra é Escravos, publicado no Brasil em 2011. Também é autor de peças de teatro, novelas e romances, tais como Cola colajazz e Unrêve d'albatros.